# Мірослав Похе
Мірослав Похе (чеськ. Miroslav Poche; нар. 3 червня 1978, Хлумець-над-Цидліноу) — чеський політик, депутат Європейського парламенту з 2014.
Випускник Чеського університету сільського господарства у Празі та факультету соціальних наук Карлового університету. Він працював урядовим чиновником і приватним бізнесменом, став активістом Чеської соціал-демократичної партії, був заступником її обласного виконавчого комітету. У 2002 році вперше обраний до міської ради Праги, у 2010 році також увійшов до ради 3-го району Праги.